# Eremodromus gracilis
Eremodromus gracilis är en tvåvingeart som först beskrevs av Paramonov 1930.  Eremodromus gracilis ingår i släktet Eremodromus och familjen rovflugor. Inga underarter finns listade i Catalogue of Life.